# Alpha Sissoko
Nelson Alpha Sissoko (Bondy, 7 marzo 1997) è un calciatore francese, difensore del Guingamp.

## Caratteristiche tecniche
È un terzino destro.

## Carriera
Cresciuto nel settore giovanile del Clermont Foot, ha esordito in prima squadra il 19 settembre 2017 in occasione dell'incontro di Ligue 2 vinto 2-0 contro il Châteauroux. Nel 2019 è stato acquistato dal Saint-Étienne che dopo una stagione divisa fra seconda squadra e prestito al Le Puy, lo ha promosso in prima squadra in vista della stagione 2020-2021.

## Statistiche
Statistiche aggiornate al 4 febbraio 2021.

### Presenze e reti nei club
| Stagione        | Squadra         | Campionato      | Campionato | Campionato | Coppe nazionali | Coppe nazionali | Coppe nazionali | Coppe continentali | Coppe continentali | Coppe continentali | Altre coppe | Altre coppe | Altre coppe | Totale | Totale | Totale |
| Stagione        | Squadra         | Comp            | Pres       | Reti       | Comp            | Pres            | Reti            | Comp               | Pres               | Reti               | Comp        | Pres        | Reti        | Pres   | Reti   |        |
| --------------- | --------------- | --------------- | ---------- | ---------- | --------------- | --------------- | --------------- | ------------------ | ------------------ | ------------------ | ----------- | ----------- | ----------- | ------ | ------ | ------ |
| 2015-2016       | Clermont Foot 2 | CFA2            | 1          | 0          |                 | -               | -               |                    | -                  | -                  |             | -           | -           | 1      | 0      |        |
| 2016-2017       | Clermont Foot 2 | CFA2            | 17         | 0          |                 | -               | -               |                    | -                  | -                  |             | -           | -           | 17     | 0      |        |
| 2017-2018       | Clermont Foot 2 | N3              | 20         | 1          |                 | -               | -               |                    | -                  | -                  |             | -           | -           | 20     | 1      |        |
| 2018-2019       | Clermont Foot 2 | N3              | 3          | 0          |                 | -               | -               |                    | -                  | -                  |             | -           | -           | 3      | 0      |        |
| 2017-2018       | Clermont Foot   | L2              | 1          | 0          | CF+CdL          | 0               | 0               |                    | -                  | -                  |             | -           | -           | 1      | 0      |        |
| 2018-2019       | Clermont Foot   | L2              | 21         | 0          | CF+CdL          | 2+1             | 0               |                    | -                  | -                  |             | -           | -           | 24     | 0      |        |
| 2019-2020       | Saint-Étienne 2 | N2              | 4          | 0          |                 | -               | -               |                    | -                  | -                  |             | -           | -           | 4      | 0      |        |
| 2019-2020       | Le Puy 2        | N3              | 1          | 0          |                 | -               | -               |                    | -                  | -                  |             | -           | -           | 1      | 0      |        |
| 2019-2020       | Le Puy          | N               | 4          | 0          | CF+CdL          | 0               | 0               |                    | -                  | -                  |             | -           | -           | 4      | 0      |        |
| 2020-2021       | Saint-Étienne   | L1              | 9          | 0          | CF              | 0               | 0               |                    | -                  | -                  |             | -           | -           | 9      | 0      |        |
| Totale carriera | Totale carriera | Totale carriera | 81         | 1          |                 | 3               | 0               |                    | -                  | -                  |             | -           | -           | 84     | 1      |        |